# Eusabena
Eusabena là một chi bướm đêm thuộc họ Crambidae.

## Các loài
- Eusabena miltochristalis (Hampson, 1896)
- Eusabena monostictalis (Hampson, 1899)
- Eusabena paraphragma (Meyrick, 1889)
- Eusabena selinialis Snellen, 1901